# Хрустальний (селище)
Хрустальний — селище в Україні, в Хрустальненській міській громаді Ровеньківського району Луганської області. Населення становить 317 осіб. Орган місцевого самоврядування — Хрустальненська селищна рада.

## Населення

### Мова
Розподіл населення за рідною мовою за даними перепису 2001 року:
| Мова            | Кількість | Відсоток |
| --------------- | --------- | -------- |
| російська       | 268       | 84.54%   |
| українська      | 47        | 14.83%   |
| інші/не вказали | 2         | 0.63%    |
| Усього          | 317       | 100%     |

| Україна | Це незавершена стаття з географії України. Ви можете допомогти проєкту, виправивши або дописавши її. |

1. ↑  Рідні мови в об'єднаних територіальних громадах України — Український центр суспільних даних